# Luitpold Emanuel en Bavière
Le duc Luitpold Emanuel en Bavière (en allemand, Luitpold Emanuel Ludwig Maria Herzog in Bayern), né le 30 juin 1890 au château de Biederstein à Munich, et mort le 16 janvier 1973 à Wildbad Kreuth, est le puiné des trois fils de Maximilien-Emmanuel en Bavière et d'Amélie de Saxe-Cobourg-Gotha. 
Luitpold Emanuel est un membre de la maison de Wittelsbach, de la lignée des Biederstein, un historien de l'art et un mécène. 

## Biographie

### Famille des Biederstein
Le duc Luitpold Emanuel appartient à la branche ducale et non régnante de la maison de Wittelsbach. Il est né à Munich, le 30 juin 1890,. Par son père, Maximilien-Emmanuel en Bavière, il est le neveu de l'impératrice Élisabeth d'Autriche (Sissi) ; tandis que par sa mère, Amélie de Saxe-Cobourg-Gotha, il est le neveu du tsar Ferdinand de Bulgarie. Luitpold Emanuel a deux frères aînés : Siegfried August en Bavière (1876-1952) et Christoph en Bavière (1879-1963) et forme avec eux la lignée de Biederstein.

### Éducation
Le 12 juin 1893, son père meurt inopinément d'une hémorragie à l'estomac. Son frère aîné Siegfried contracte peu après la scarlatine. Il est soigné par sa mère laquelle, inconsolable depuis la mort de son mari meurt également subitement après une péritonite le 6 mai 1894. Luitpold Emanuel devient orphelin de père et de mère à l'âge de trois ans. Un conseil de famille statue sur le sort des trois orphelins. Son oncle Charles-Théodore en Bavière propose d'élever Luitpold Emanuel et ses frères aînés Siegfried August et Christoph avec ses propres enfants. Cependant, Clémentine d'Orléans, grand-mère maternelle des orphelins s'y oppose et crée au sein du château de Biederstein, une nouvelle cellule familiale où l'éducation est dispensée par la comtesse Marie Fugger von Glött (autrefois dame d'honneur d'Amélie de Saxe-Cobourg) et le baron Max von Redwitz. Le duc Charles-Théodore et son épouse Maria Josepha supervisent l'éducation donnée à leurs neveux, s'installant même parfois au château de Biederstein.

### Officier, historien et mécène

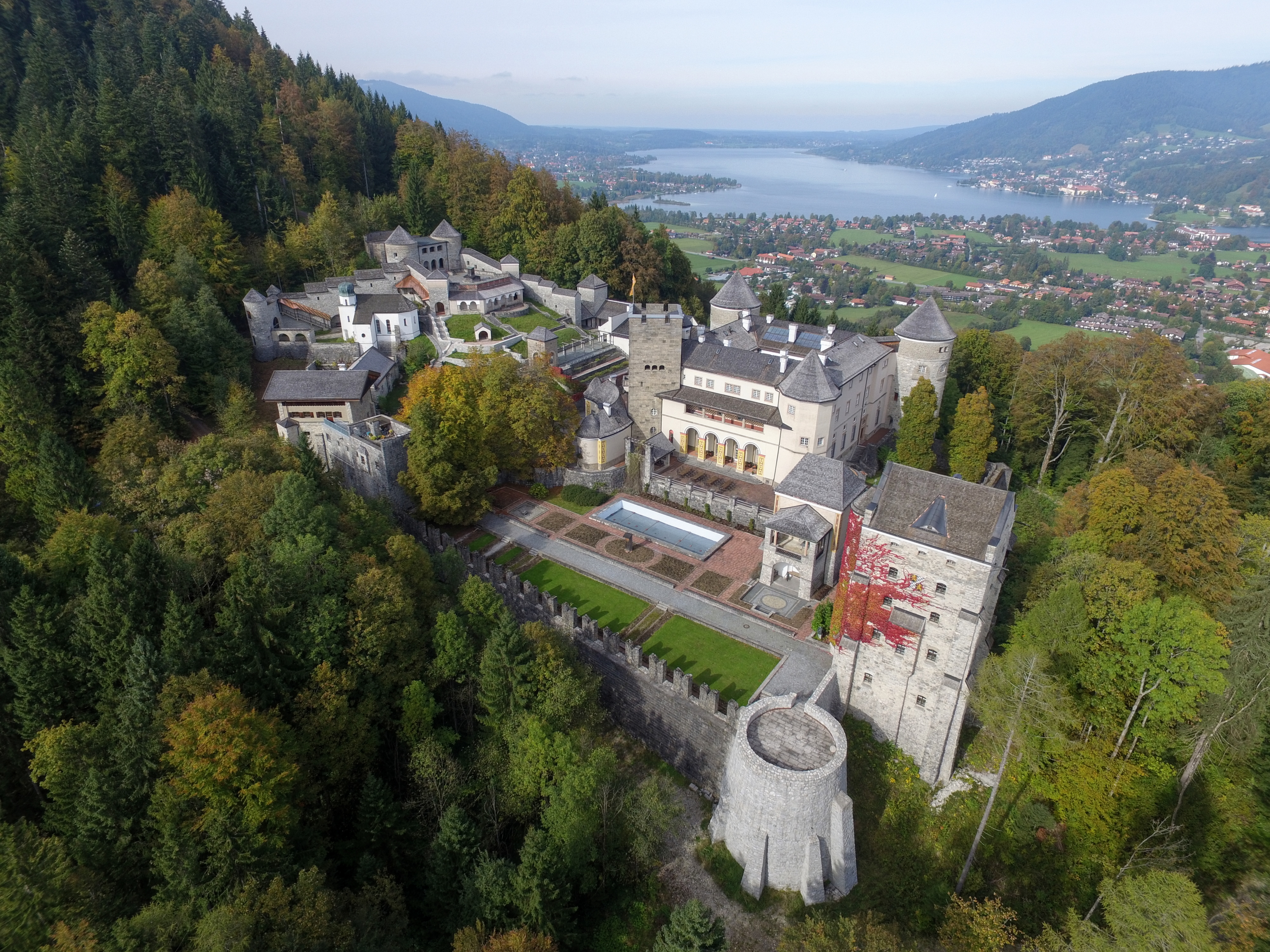
Le château de Ringberg.

En 1911, il entre dans l'armée bavaroise en tant qu'officier. Lieutenant à la suite du 1er régiment d'uhlans royal bavarois (de) dans l'armée bavaroise, il participe à la Première Guerre mondiale, étant envoyé au front. Cependant, peu de temps après, il contracte une pneumonie qui le contraint à quitter l'armée.
Historien de l'art, il termine ses études à l'université en 1922 en publiant une thèse traitant de la tapisserie en Franconie à la fin du Moyen-Âge. Dès 1911, il décide de construire un château sur le Ringberg, près de Kreuth. Il s'adjoint le concours de Friedrich Attenhuber, un peintre bavarois qui lui avait dispensé des leçons et avec lequel les relations initialement amicales s'étaient distendues au fil des ans. Attenhuber, s'estimant isolé dans le château de Ringberg et ne recevant que de maigres émoluments pour son implication personnelle, professionnelle et sociale dans le projet colossal du duc, finit par se donner la mort en se précipitant du haut d'une des tours de Ringberg en 1947. Afin de financer ce projet lequel mettra soixante ans à aboutir, Luitpold Emanuel vend nombre de ses biens privés, dont le nouveau château de Biederstein et le château de Possenhoffen. Après la Seconde Guerre mondiale, il se sépare également des forêts entourant Possenhoffen. 
Luitpold Emanuel est demeuré célibataire. Il meurt, à l'âge de 82 ans, le 16 janvier 1973 à Kreuth. Il avait légué, de son vivant, une fortune considérable, ainsi que son château de Ringberg, dans le cadre d'un contrat de succession pour l'entretien de l'édifice à la Société Max-Planck pour le développement des sciences. Son urne funéraire est déposée dans la chapelle du château de Ringberg.

## Phaléristique
Luitpold Emanuel en Bavière est :
- Chevalier de l'ordre de Saint-Hubert (Bavière).
- Médaille du Prince-régent Luitpold de Bavière, 30 juin 1905.

## Œuvre historique
- (de) Luitpold Herzog in Bayern, Die fränkische Bildwirkerei, Munich, Kurt Wolff, 1925, 96 p..

### Ouvrages
- Olivier Defrance, La Médicis des Cobourg : Clémentine d’Orléans, Bruxelles, Racine, 2007, 368 p. (ISBN 978-2-87386-486-6 et 2-87386-486-9, lire en ligne).
- (de) Norbert Nemec, Erzherzogin Maria Annunziata (1876–1961) : Die unbekannte Nichte Kaiser Franz Josephs I, Vienne, Böhlau Verlag, 2010, 313 p. (ISBN 978-3-20578-456-2).

### Articles
- (de) Julius Bittmann, « Herzog Luitpold und Schloss Ringberg », Chiemgau blätter, no 1,‎ 5 janvier 2007, p. 1-3 (lire en ligne, consulté le 24 septembre 2021).
- Damien Bilteryst, Olivier Defrance et Joseph van Loon, « Les Biederstein, cousins oubliés de la reine Élisabeth, années 1875-1906 », Museum Dynasticum, vol. XXXIV, no 1,‎ 2022, p. 2-26 (ISSN 0777-0936, lire en ligne, consulté le 13 octobre 2022).
- Damien Bilteryst, Olivier Defrance et Joseph van Loon, « Les Biederstein, cousins oubliés de la reine Élisabeth, années 1907-1973 », Museum Dynasticum, vol. XXXIV, no 2,‎ 2022, p. 20-50 (ISSN 0777-0936).